# استل ازمودل
استل ازمودل (به انگلیسی: Estelle Asmodelle) بازیگر استرالیایی است. او متولد ۲۲ آوریل ۱۹۶۴ است.

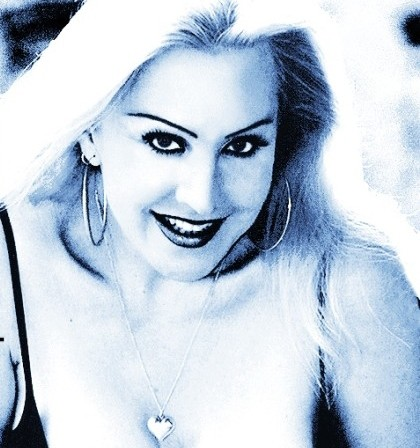

او یک زن ترنس است.